# Play Me (Neil Diamond)
"Play Me" is een nummer van de Amerikaanse zanger Neil Diamond. Het nummer werd uitgebracht op zijn album Moods uit 1972. In augustus van dat jaar werd het nummer uitgebracht als de tweede single van het album.

## Achtergrond
"Play Me" is geschreven door Diamond en geproduceerd door Tom Catalano. Het nummer is geschreven in een driekwartsmaat met een tempo van 102 bpm. Tevens bevat het arpeggio's, die door Richard Bennett op een akoestische gitaar worden gespeeld. Het was Bennetts eerste volledige samenwerking met Diamond, nadat hij al op een aantal nummers van Diamonds vorige album Stones speelde. Tot 1987 speelde hij op alle albums van Diamond en ging hij ook met hem op tournee.
"Play Me" is een liefdeslied over de relatie van de zanger. Het nummer beschrijft de ontwikkeling van de relatie, van het prille begin tot het heden. Het tweede couplet wordt vaak gekritiseerd vanwege het gebruik van "brang" als verleden tijd van "bring" (brengen), waar dit eigenlijk "brought" moet zijn. Het nummer bereikte de elfde plaats in de Amerikaanse Billboard Hot 100 en kwam ook in Australië, Canada en Duitsland in de hitlijsten. Het is gecoverd door onder meer Gene Ammons, Michael Ball, Harry Belafonte, José Feliciano, Marcia Griffiths, Josh Groban, Johnny Mathis, Nancy Sinatra, Diane Solomon, U2 en Edward Woodward.

## NPO Radio 2 Top 2000
| Nummer met noteringen in de NPO Radio 2 Top 2000 | '00 | '01-'10 | '11  | '12-'13 | '14  |
| ------------------------------------------------ | --- | ------- | ---- | ------- | ---- |
| Play Me                                          | 929 | -       | 1810 | -       | 1965 |

1. ↑  Een '-' betekent dat het nummer niet was genoteerd en een vetgedrukt getal geeft de hoogste notering aan.
2. ↑  2000 was het eerste jaar met een notering voor dit nummer.
3. ↑  Deze tabel is bijgewerkt tot en met de laatste editie (2024).